# Darkhatun
 (juin 2018).
Darkhatun (en persan : دارخاتون romanisé en Dārkhātūn) est un village de la province du Lorestan en Iran. Lors du recensement de 2006, son existence a été indiquée, mais sa population n'a pas été signalée.